# Atractothrips bradleyi
Atractothrips bradleyi är en insektsart som beskrevs av Ian A. Hood 1938. Atractothrips bradleyi ingår i släktet Atractothrips och familjen rörtripsar. Inga underarter finns listade i Catalogue of Life.